# Helgoland (dokumentarfilm fra 2001)
 For alternative betydninger, se Helgoland (flertydig). (Se også artikler, som begynder med Helgoland)
Helgoland er en dansk dokumentarfilm fra 2001 instrueret af Karin Westerlund efter eget manuskript.

## Handling
Filmen er optaget på den gamle havbadeanstalt Amager Helgoland i perioden februar-marts 2000. Filmen viser vinterbadet fra den badendes synsvinkel. Alle scener er optaget af instruktøren selv med et videokamera monteret på hovedet. Der er ingen mennesker i filmen, men til gengæld kommer tilskueren i sanselig nærkontakt med vinterens skiftende vejrlig, de gamle bygningers træværk og Øresunds kolde, klare vand.

## Medvirkende
- Karin Westerlund